# Witoorparkiet
De witoorparkiet (Pyrrhura leucotis) is een vogel uit de familie Psittacidae (papegaaien van Afrika en de Nieuwe Wereld). 

## Verspreiding en leefgebied
Deze soort is endemisch in oostelijk en zuidoostelijk Brazilië.

## Status
De grootte van de populatie is in 2014 geschat op 2500-10.000 volwassen vogels. Op de Rode lijst van de IUCN heeft deze soort de status kwetsbaar.